# Едуард Верро
Жан Батист Едуард Верро (фр. Jean Baptiste Édouard Verreaux) (16 вересня 1810 – 14 березня 1868) — французький натураліст, таксидерміст, колекціонер і підприємець. Ботанік і орнітолог Жюль Верро був його старшим братом.

## Кар'єра
У 1830 році Верро помандрував у Південну Африку, щоб допомогти своєму братові запакувати велику партію біологічних зразків. Він повернувся у 1832 році, а тоді знову рушив у подорож до Суматри, Яви, Філіппін та Індокитаю. У 1834 році він узяв під контроль сімейний природничий бізнес у Парижі.

### Лев атакує дромадера

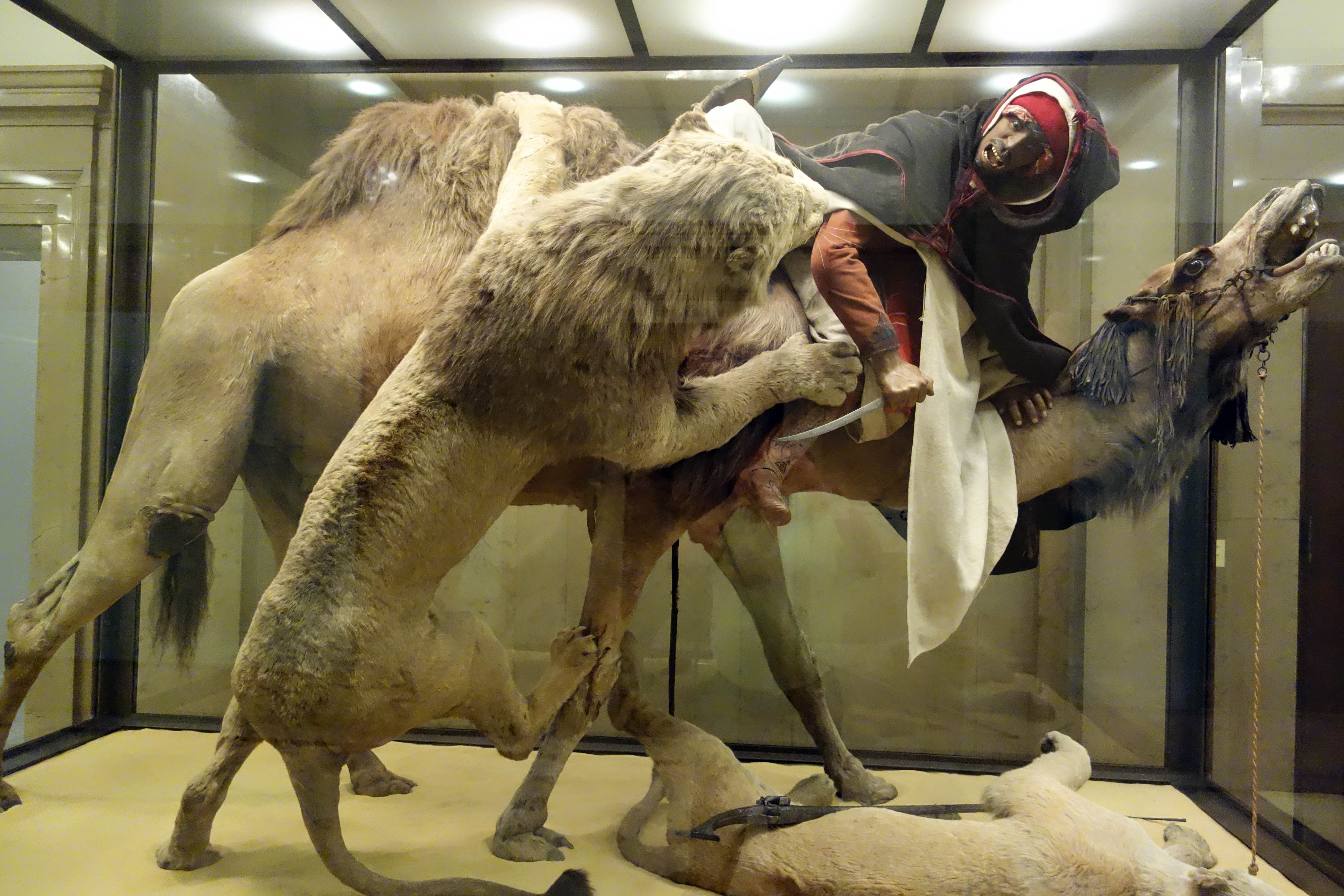
Лев атакує дромадера у 2018 році

Верро спроектував і побудував орієнталістську таксидермічну діораму «Лев атакує дромедара» для Паризької виставки 1867 року, де вона отримала золоту медаль. Після виставки композицію було продано Американському музею природної історії, який виставив її на Виставці Століття 1876 року. У 1898 році діорама була продана Музею природної історії Карнегі, де вона була виставлена аж до її вилучення в 2020 році. Причиною вилучення музей назвав відсутність культурної точності роботи та занепокоєння, висловлені рухом Black Lives Matter.

## Пов'язані твори
- L'Océanie en Estampes, ou description géographie et historique de toutes les Îles du grand océan et du continent de la Nouvelle Hollande ... (разом з Жюлем Верро), 1832 – Відбитки Океанії, або географічний та історичний опис усіх островів Тихий океан і континент Нова Голландія.
- Каталог об'єктів історії природи : composant le cabinet de Mm. Veraux, pére et fils, naturalistes préparateurs, boulevard Montmartre, No. 6, 1833 – каталогізовані об’єкти природної історії, з каталогів фірми Veraux, батько і син, препаратори-натуралісти, Boulevard Montmartre, No. 6.
- Catalog d'oiseaux, 1849 – Каталог птахів.
- Catalogue des Oiseaux disponibles dans la maison d'E. Verreaux, 1868 – Каталог птахів, знайдений у будинку Е. Верро[7].